# Bolometer
Bolométer (grško bolé, bolaí - (sončni) žarek + mètron - mera) je fizikalna merilna priprava za merjenje moči vpadnega elektromagnetnega valovanja (svetlobnega toka, izseva). Izumil ga je leta 1878 (1881) ameriški astronom, fizik, izumitelj in letalski inženir Samuel Pierpont Langley.
Bolometer je sestavljen iz dveh zelo tankih trakov, na primer iz platine ali iz druge električno prevodne snovi, od katerih je eden počrnjen. Pod vplivom sevanja (toplotnega toka) se trak hitro segreje in se mu poveča električni upor. Vezan je z galvanometrom, po katerem steče električni tok.
Termopar, termobaterija in bolometer zaznavajo svetlobo vseh valovnih dolžin enako. Čeprav bolometre lahko uporabljamo za merjenje sevanja s poljubno frekvenco, se za večino pasov valovnih dolžin uporabljajo drugi merilni postopki, ki so še občutljivejši. Pri podmilimetrskih valovnih dolžinah (od približno 200 µm do 1 mm) je bolometer najobčutljivejša vrsta merilnika. Pri teh valovnih dolžinah se bolometri zato uporabljajo v astronomiji. Za najboljše delovanje morajo biti hlajeni do malo nad absolutno ničlo (od 50 mK do 300 mK). Z bolometri je moč zaznati svetlobni tok do nekaj 100 nW.
Ameriški astronom Frank Washington Very je z bolometrom meril temperature površij Lune in planetov. Langley je leta 1890 objavil odmevni članek o opazovanjih Lune, vendar je iz neznanih vzrokov izpustil Veryjevo delo. Naslednje leto je Very objavil svoj članek o »Porazdelitvi Lunine toplote«, ki je vseboval tudi meritve med Luninim mrkom.
Ameriški fizik Frank James Low je leta 1961 izumil z galijem prevlečen germanijev bolometer, s katerim so razširili astronomska opazovanja proti daljšim valovnim dolžinam (400 nm do 700 nm). Tedaj se je rodila sodobna infrardeča astronomija. Low je s svojimi tovariši z novim bolometrom opraviljal fotometrične meritve Lune, planetov, zvezd, meglic, galaksij in kvazarjev. Meritve so pokazale da Jupiter in Saturn oddajata več energije kot jo prejemata od Sonca, ter da so galaksije močni viri infrardečega valovanja. Za svoje zanstveno delo je Low leta 2006 prejel medaljo Bruceove.
Predviden Esin satelit Planck Surveyor bo imel nameščene radiometre HEMT kot tudi bolometer in bo meril kozmično mikrovalovno prasevanje ozadja na manjših območjih kot Nasin WMAP. Satelit Planck Surveyor je skupni projekt Ese in Nase. Njegove merilnike so preskusili z antarktičnim daljnogledom.